# Stauropigia
Stauropigia (z grec. stauropegia) – zgodnie z prawem kanonicznym Kościołów Wschodnich (kan. 486 § 1-2) prawo egzempcji należnej samemu Patriarsze.
§ 2. Monaster stauropigialny podlega bezpośrednio Patriarsze tak, że ma on te same prawa i zobowiązania co biskup diecezjalny – wobec monasteru i członków do niego należących oraz osób, które we dnie i w nocy przebywają w monasterze; inne zaś osoby przypisane do monasteru podlegają bezpośrednio i wyłącznie Patriarsze tylko w sprawach dotyczących ich zadań lub urzędów.